# Francisco Javier de Balmis

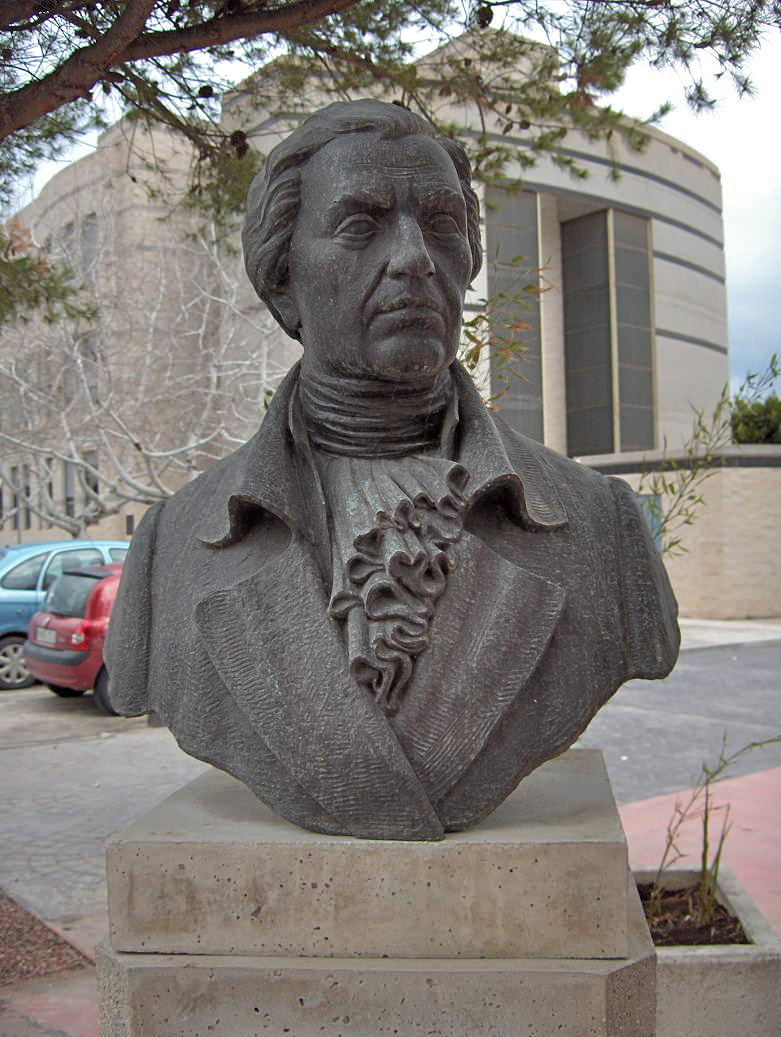
Büste

Francisco Javier Balmis y Berenguer (* 2. Dezember 1753 in Alicante; † 12. Februar 1819) war ein spanischer Mediziner, der 1803 im Auftrage des spanischen Königs Karl IV. eine Reise nach Südamerika und Asien leitete, um die Bevölkerung gegen Pocken bzw. Blattern zu impfen. Die Expedition trug den offiziellen Titel „Real Expedición Filantrópica de la Vacuna“ (philanthropische königliche Impfexpedition) und wurde auch als „Balmis-Expedition“ bekannt. Sie gilt als eine der großen humanitären Aktionen der Medizingeschichte und inspirierte etwa den Präsidenten von Rotary International 1984/1985 Carlos Canseco zu der weltweiten Kampagne zur Ausrottung der Kinderlähmung Polio Plus.

## Leben
Francisco Javier de Balmis y Berenguer wurde als Sohn von Antonio Balmis, einem Chirurgen französischen Ursprungs, und Luisa Berenguer geboren.
Als junger Mann zog Francisco Balmis nach Havanna und später nach Mexiko-Stadt. In Mexiko-Stadt war er Chefarzt des Krankenhauses von San Juan de Dios. Dort studierte er Pflanzenheilmittel, insbesondere mit dem Ziel, Geschlechtskrankheiten zu heilen. Zu diesem Thema veröffentlichte er 1794 in Madrid den Titel Tratado de las virtudes del agave y la begonia (Abhandlung über die Vorteile von Agave und Begonie).
Zurück in Spanien wurde er Arzt von König Karl IV.
Pockenepidemien waren seit vielen Jahren ein großes Problem, und Edward Jenner hatte erst wenige Jahre zuvor in England einen Impfstoff entwickelt. Balmis überzeugte den spanischen König Karl IV, der eine Tochter an Pocken verloren hatte, den Impfstoff auch in den spanischen Gebieten in Amerika zu verbreiten. Balmis wurde zum Leiter der Expedition ernannt, die 1803 auf der Korvette María Pita von La Coruña (Spanien) nach Amerika segelte. Balmis stellte ein Team zusammen, zu dem auch die Krankenschwester Isabel Sendales gehörte, zu deren Aufgaben es gehörte, sich um die Waisenkinder zu kümmern, die den Impfstoff wirksam nach Amerika bringen sollten. Die Kinder wurden paarweise, alle 10 Tage, mit dem Impfstoff (Kuhpocken) infiziert, dieser wurde dann von Arm zu Arm übertragen und von den restlichen Kindern isoliert. Somit wurde erreicht, dass der Impfstoff die 2 Monate dauernde Überfahrt überstand. Alle Kinder kamen wohlbehalten an und blieben in Südamerika. Diese Geschichte wurde sehr berühmt.
Insgesamt führte die Tour von Amerika weiter nach Asien. Sie dauerte sieben Jahre. Balmis reiste nach Puerto Rico, Puerto Cabello, Caracas, Havana, Mérida, Veracruz und Mexiko-Stadt. Der Impfstoff wurde im Norden bis nach Texas und im Süden bis nach  Neu-Granada  befördert.
In Mexiko-Stadt durfte Balmis den Sohn des Vizekönigs, José de Iturrigaray, impfen, was seiner Impfkampagne großes Ansehen verschaffte.
Im Jahr 1806 segelte Balmis von Acapulco nach Manila und kam anschließend wieder nach Spanien zurück. 1810 fuhr er erneut nach Mexiko.
Neben der Impfung der Bevölkerung gehörte zu den Zielen der Expedition der Aufbau lokaler Impfzentren, um die Impfung auch nach der Abreise der Expedition sicherzustellen. Balmis schrieb eine Einführung über den Transport und die Konservierung des Impfstoffs und übersetzte Moreaus Arbeit zum Thema aus dem Französischen.
Balmis starb 1819 in Madrid.
Miguel Muñoz konservierte und verbreitete den Impfstoff in Mexiko bis 1844, als das Projekt von seinem Sohn Luis übernommen wurde. Nach Luis Muñoz war Luis Malanco für das Projekt verantwortlich.

## Ehrungen
Die Reise von Balmis wurde von Jenner, dem Erfinder der Pockenimpfung, gefeiert als eine der großen Taten der Medizingeschichte.
In seiner Geburtsstadt Alicante ist Balmis posthum zum Ehrenbürger ernannt worden. In Alicante gibt es auch einen Platz mit seinem Namen. Jedes Jahr wird in Alicante ein Preis an einen herausragenden Mediziner vergeben, der seinen Namen trägt (Premio Balmis Rotary Club Alicante).
In La Coruña, dem Ausgangsort der Expedition, erinnert ein großes Monument an Balmis, genannt Balcón de la Expedición de Balmis.
Im Jahr 2020 benannten die Spanischen Streitkräfte ihre Militäroperation zur Bekämpfung der Coronavirus-Epidemie nach Balmis.